# Mauro Raphael
Maurinho (Araraquara, Brasil, 6 de junio de 1933-São Paulo, Brasil, 28 de junio de 1995) fue un futbolista de Brasil que jugó en la posición de delantero centro.

## Carrera

### Club
| Periodo   | Club             | Apariciones | Goles |
| --------- | ---------------- | ----------- | ----- |
| 1951      | Guarani FC       | 43          | 20    |
| 1952–1959 | São Paulo FC     | 343         | 136   |
| 1959–1960 | Fluminense FC    | 109         | 40    |
| 1961–1962 | CA Boca Juniors  | 10          | 1     |
| 1963      | CR Vasco da Gama | 7           | 2     |
| 1963      | Fluminense FC    | 10          | 0     |

### Selección nacional
Jugó para Brasil en 12 ocasiones de 1954 a 1957 y anotó cuatro goles; participó en la Copa Mundial de Fútbol de 1954 y en la Copa América 1956.

## Logros

### Club
- Campeonato Paulista (2): 1954, 1957

### Individual
- Miembro del Salón de la Fama del Sao Paulo FC.